# Centralna Biblioteka Judaistyczna (portal internetowy)
Centralna Biblioteka Judaistyczna – portal internetowy udostępniający zbiory Żydowskiego Instytutu Historycznego im. Emanuela Ringelbluma; kontynuuje działalność Głównej Biblioteki Judaistycznej. Na zbiory udostępniane w CBJ składają się materiały tekstowe i ikonograficzne, które pochodzą z zasobów archiwalnych, bibliotecznych i muzealnych Instytutu. Centralna Biblioteka Judaistyczna liczy sobie obecnie ponad 30 tysięcy obiektów i stale się powiększa. Misją CBJ jest udostępnienie wszystkich zbiorów Żydowskiego Instytutu Historycznego.
Jako pierwsze do Centralnej Biblioteki Judaistycznej trafiają najcenniejsze obiekty – unikalne zbiory archiwalne, dokumenty. Szczególnie ważną pozycją jest Archiwum Ringelbluma, które jest dokumentacją codziennego życia Żydów w warszawskim getcie. Wśród zbiorów zaprezentowanych na stronie Centralnej Biblioteki Judaistycznej warto też zwrócić uwagę na bogatą kolekcję starodruków, rękopisów i prasy jidyszowej. Znaczna część zbiorów jest napisana w języku jidysz lub hebrajskim i jest wyjątkowym i bezcennym źródłem wiedzy oraz przedmiotem badań dla naukowców i specjalistów zajmujących się tematyką żydowską.
Na stronach CBJ warto zwrócić szczególną uwagę na Kolekcje ukazujące podzielone tematycznie zbiory Instytutu (m.in.: Archiwum Ringelbluma, kartki pocztowe z warszawskiego getta czy też wycinki z międzywojennej prasy jidyszowej, będące zbiorem najciekawszych historii i anegdot).
Centralna Biblioteka Judaistyczna powstała w wyniku współpracy wielu działów Żydowskiego Instytutu Historycznego – pracowni digitalizacji, pracowni konserwacji, archiwum, biblioteki oraz pracowni naukowych. Projekt finansowany jest ze środków Ministerstwa Kultury i Dziedzictwa Narodowego, w ramach programu Kultura+, którego operatorem jest Narodowy Instytut Audiowizualny.